# 胡多利伊夫卡 (波爾塔瓦州)
49°45′24″N 32°54′49″E / 49.75667°N 32.91361°E
胡多利伊夫卡（羅馬化：Khudoliivka）是位於烏克蘭中部波爾塔瓦州克雷門丘克區的村莊，距離斯特羅卡奇2.5公里，始建於十六世紀，海拔高度86米，2001年人口492。